# Demba War Sall
Pour les articles homonymes, voir Sall.
 (mars 2025).
La mise en forme du texte ne suit pas les recommandations de Wikipédia : il faut le « wikifier ».
Les points d'amélioration suivants sont les cas les plus fréquents :
- Les titres sont pré-formatés par le logiciel. Ils ne sont ni en capitales, ni en gras.
- Le texte ne doit pas être écrit en capitales (les noms de famille non plus), ni en gras, ni en italique, ni en « petit »…
- Le gras n'est utilisé que pour surligner le titre de l'article dans l'introduction, une seule fois.
- L'italique est rarement utilisé : mots en langue étrangère, titres d'œuvres, noms de bateaux, etc.
- Les citations ne sont pas en italique mais en corps de texte normal. Elles sont entourées par des guillemets français : « et ».
- Les listes à puces sont à éviter, des paragraphes rédigés étant largement préférés. Les tableaux sont à réserver à la présentation de données structurées (résultats, etc.).
- Les appels de note de bas de page (petits chiffres en exposant, introduits par l'outil «  Source ») sont à placer entre la fin de phrase et le point final[comme ça].
- Les liens internes (vers d'autres articles de Wikipédia) sont à choisir avec parcimonie. Créez des liens vers des articles approfondissant le sujet. Les termes génériques sans rapport avec le sujet sont à éviter, ainsi que les répétitions de liens vers un même terme.
- Les liens externes sont à placer uniquement dans une section « Liens externes », à la fin de l'article. Ces liens sont à choisir avec parcimonie suivant les règles définies. Si un lien sert de source à l'article, son insertion dans le texte est à faire par les notes de bas de page.
- La présentation des références doit suivre les conventions bibliographiques. Il est recommandé d'utiliser les modèles {{Ouvrage}}, {{Chapitre}}, {{Article}}, {{Lien web}} et/ou {{Bibliographie}}. Le mode d'édition visuel peut mettre en forme automatiquement les références.
- Insérer une infobox (cadre d'informations à droite) n'est pas obligatoire pour parachever la mise en page.

Pour une aide détaillée, merci de consulter Aide:Wikification.
Si vous pensez que ces points ont été résolus, vous pouvez retirer ce bandeau et améliorer la mise en forme d'un autre article.
Demba War Sall (né vers 1837 à Trétiour, M’Boule – mort en 1902) est une importante figure historique du Sénégal et le dernier souverain du royaume du Cayor. De son vrai nom Maïssa Tendi Dior, il est le fils de Biram Coumba Sangoné Sall et de Dior M’Baye Ndéndé. Il grandit à la cour royale du Damel Maïssa Tendi Dior, où il devient un guerrier redoutable et un diplomate courageux.
Général de guerre et fidèle compagnon de Lat Dior, dont il était l’oncle et le mentor, Demba War Sall fut celui qui l’intronisa de force après l’avoir circoncis et formé pour le trône. Séparé de Lat Dior en 1879 sous l’influence de la politique coloniale française et la logique de pouvoir au Cayor, il rejoint alors Samba Laobé Fall. Après la mort de ce dernier, il est reconnu comme successeur légitime de la dynastie des Guedj et puis nommé président de la Confédération du Cayor, alors divisée en six régions. 

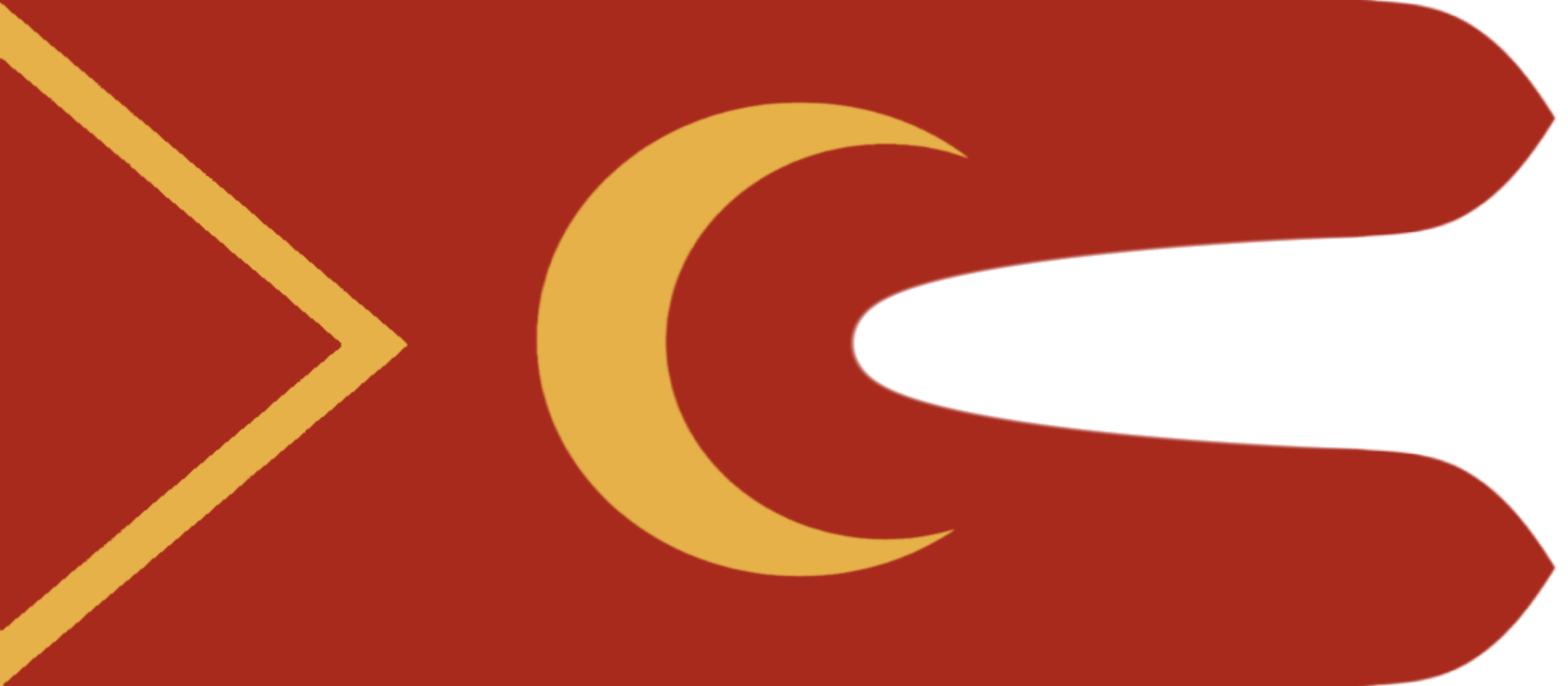
Drapeau du royaume du Cayor

Demba War Sall dirigera plusieurs expéditions militaires, notamment au Djolof et au Fouta, région dont il est originaire par ses ancêtres, Lam Toro, le plus lointain connu étant le Lam Toro Sadikh Sall. Ses exploits lui valent de nombreuses distinctions, dont des médailles d’or et d’argent.
Il meurt en 1902, laissant derrière lui cinq épouses et plusieurs enfants. 
Ses épouses sont :
- Déguène Sali, fille de Meïssa Diouf ;
- Meïssa Déguène N’Diaye, fille d’Amary N’Diaye, ancien Diaraf du Baol ;
- Aïssata Boli, fille de Lam Toro ;
- Khady Diop, fille de Mandiaye Sellé, parente de Desmet, maire de Saint-Louis ;
- Coumba Fall, fille de Madior, ancien chef des Peulhs.

Parmi ses enfants les plus connus figurent :
- Dieuwrigne Meïssa M’Baye Sall , chef supérieur de la province de Mékhé ;
- Samba Laobé Sall, volontaire au Dahomey, décoré d’une médaille d’honneur de première classe ;
- Peinda Thioro[1],[2].

## Biographie
Demba War est connu pour avoir été le plus proche collaborateur de Lat Dior. Il est à noter que c'est Demba War qui a intronisé Lat Dior comme Damel du Cayor après l'avoir circoncis  et initié alors que celui-ci n'avait que 17 ans.
Il était un guerrier Tiédos, jusqu'à sa conversion à l'islam où il prit comme nom Mamadou Sall. Il était aussi connu pour avoir été le Farba Kaba et un redoutable chef de guerre.  Demba War était reconnu comme un homme à l’intelligence supérieure et un stratège hors pair, il joua un rôle décisif dans les nombreuses victoires de Lat Dior. En 1890, les Français le présentaient comme le chef le plus riche et le plus puissant du Sénégal. L'auteur Duguay Cledor le présentait lui comme le véritable maître du Cayor et un faiseur de roi.

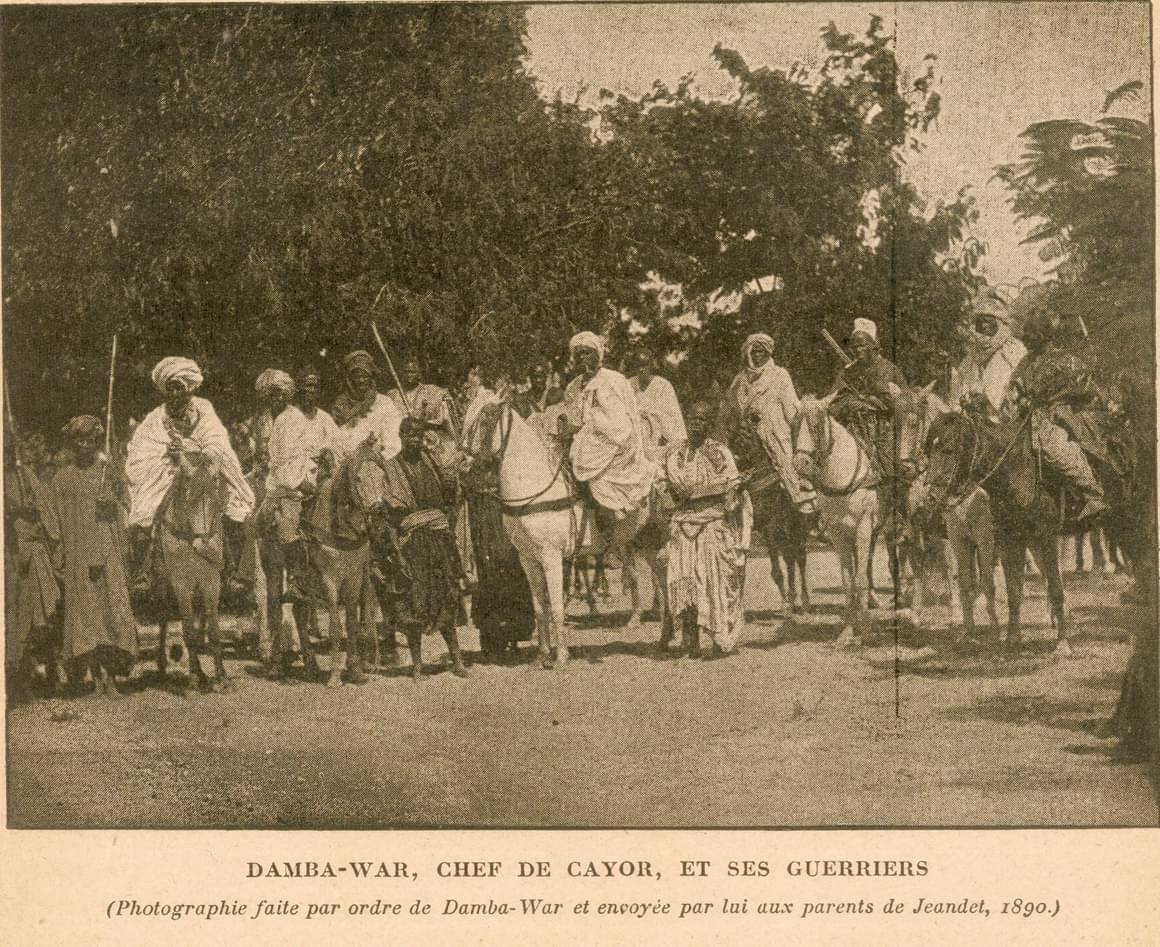
Demba War Sall and his warriors, Cayor, 1890

Avec l'abolition du Damelat, le Cayor fut divisé en six provinces et Demba War fut nommé Président de la confédération du Cayor. Il gouverna également en se présentant lui-même comme étant le successeur légitime de la dynastie des Geedj , faisant de sa lignée, successeurs légitimes de la royauté au Cayor (comme le furent les Geedjs des années au paravant).En apportant la paix, il obtint l'allégeance des Jaambuur. Il préserva également l'organisation musulmane de la justice qui avait été créée par Lat Dior bien qu'il eût à remplacer certains juges par des hommes de son choix. Les provinces étant dirigées par ses frères, dont Bounama Dior et Sangoné Dior, il gardait ainsi un contrôle sur tout le Cayor. Demba War avait trois fils, Samba Loabé Sall, Maissa Mbaye Sall et Penda Déguene Sall.
Même après son décès, la famille Sall a continué à gérer les affaires du Cayor. On peut citer Sangoné Macodou Dieng Sall qui était chef de canton du Ndoyenne-Ndagame-Ndour, Macodou Kanghé Sall chef de canton de Sagatta Guet, Dieuwrigne Maïssa Mbaye Sall chef de canton de Tivaouane.
En 1879, Lat Dior destitua Demba War de ses fonctions au profit de son ami d'enfance Masseck Ndoya, après le rôle important que celui-ci a joué dans sa vie. Et ils séparent après 25 ans longues années de compagnie en 1879, sept ans avant la mort de Lat Dior en 1886. En 1883, il est destitué de ses fonctions de Damel en 1883 et remplacé par son cousin Samba Yaya Fall.
Il rejoignit Samba Laobé Fall le dernier Damel du cayor dont il soutint son intronisation en tant que Damel (comme il l'avait fait avec Birima Ngoné Latyr Fall et Lat Dior Diop son demi frère) en 1883 élu à la place de Samba Yaya Fall car ce dernier s'était enfui honteusement devant Lat Dior et sa troupe. <<Et il a fallu l'intervention énergétique de Samba Laobe Fall et les Ceddos conduit par Demba Waar Sall pour arrêter l'envahisseur et l'obliger à se retirer dans le Djolof chez son neveu et lieutenant Alboury Ndiaye qui lui donna asile.
Mais malgré toutes les tensions, à la bataille de Dekheulé c'est Demba War, son oncle, qui a pu sauver et cacher son corps" d'après Ahmadou Mbaxane Diop petit fils de Lat Dior. (Monteil p. 94, op. cit.) Selon certains témoignages  Demba War récupéra le corps de Lat Dior durant la bataille et l'enterra pour éviter que les colons ne coupent sa tête et le brandissent en guise de trophée comme il l'ont fait avec Dieri Dior Ndella Fall et c'est grâce à lui que (Malaw) le cheval de Lat Dior n'a pas vu le chemin de fer après sa mort comme il l'avait promis aux blancs un geste patriotique en vers sa patrie et son digne neveu.